# 2070
2070 (ММLХХ) е обикновена година, започваща в сряда според григорианския календар. Тя е 2070-та година от новата ера, седемдесетата от третото хилядолетие и първата от 2070-те.